# Jeepster Commando
Jeepster Commando — автомобиль, выпускавшийся Kaiser Motors с 1967 по 1969, затем American Motors (AMC) с 1970 по 1973 год. Он предназначался для конкурирования с Toyota Land Cruiser и Ford Bronco. Имелось две основных модификации — «С101» (колёсная база — 101 дюйм) и «С104» (колёсная база — 104 дюйма).
Willys-Overland, первоначальный производитель «Jeep» (предназначавшегося прежде всего для военных целей) также выпускал автомобиль с таким индексом в 1948—1950 годах.
Преемником Jeepster Commando является полноразмерный Jeep Cherokee.

## История
К 1966 году компания Kaiser-Jeep Corporation была единственным, что осталось от прежних автопроизводителей Kaiser-Frazer и Willys-Overland. Производство легковых автомобилей этих марок в США прекратилось ещё в начале 1950-х годов и концерн Кайзера выживал за счёт производства машин в Аргентине и Бразилии.
В 1960-х годах модельный ряд Jeep состоял из моделей CJ и Willys Jeep Wagon, а также грузовиков. В 1963 году к этой линейке добавилась модель Wagoneer.
В то время рынок полноприводных автомобилей только зарождался, и конкуренцию Jeep составляли пикапы производства International Harvester и появившийся в 1966 году Ford Bronco.
Поэтому в январе 1967 года на рынке появляется новый Jeepster Commando, включавший полный спектр кузовов — пикап (Commando Pick-Up), кабриолет (Commando Roadster) и универсал (Commando Station Wagon).
В 1971 году выпускалась дефицитная версия Hurst Jeepster.
Модельный ряд 1972 года перешел во владение AMC. Компания AMC избавилась от названия «Jeepster» и переименовала его в Jeep Commando.

## Характеристики
Jeepster 1966 года имел рядный 4-цилиндровый двигатель Hurricane (прямой потомок мотора Go Devil) с F-head—головкой мощностью 75 л. с. (56 кВт) при 4000 об/мин и крутящий момент 155 Н-м при 2000 об/мин. Опционально мог ставиться V6—двигатель Dauntless мощностью 160 л. с. с крутящим моментом 319 Н-м. В общей сложности в период с 1966 по 1971 год выпущено 57,350 Jeepster Commando «C101».
В качестве стандартного оборудования версия Hurst Jeepster имела окраску «Champagne White» с красными и белыми полосами, багажник на крыше, спортивный руль, колёса Goodyear G70 x 15, а также тахометр на 8000 об/мин, Т-образный рычаг переключения передач Hurst (МКПП) или консоль Hurst Dual-Gate (АКПП) и наконец, внешние знаки отличия.
Кабриолет Jeepster мог иметь как стандартное оборудование, так и роскошный интерьер, крышу с электрическим приводом и комплект покрышек Continental. Универсалы имели раздвижные задние окна, улучшенную отделку и — по желанию, двухцветную окраску.

## Галерея

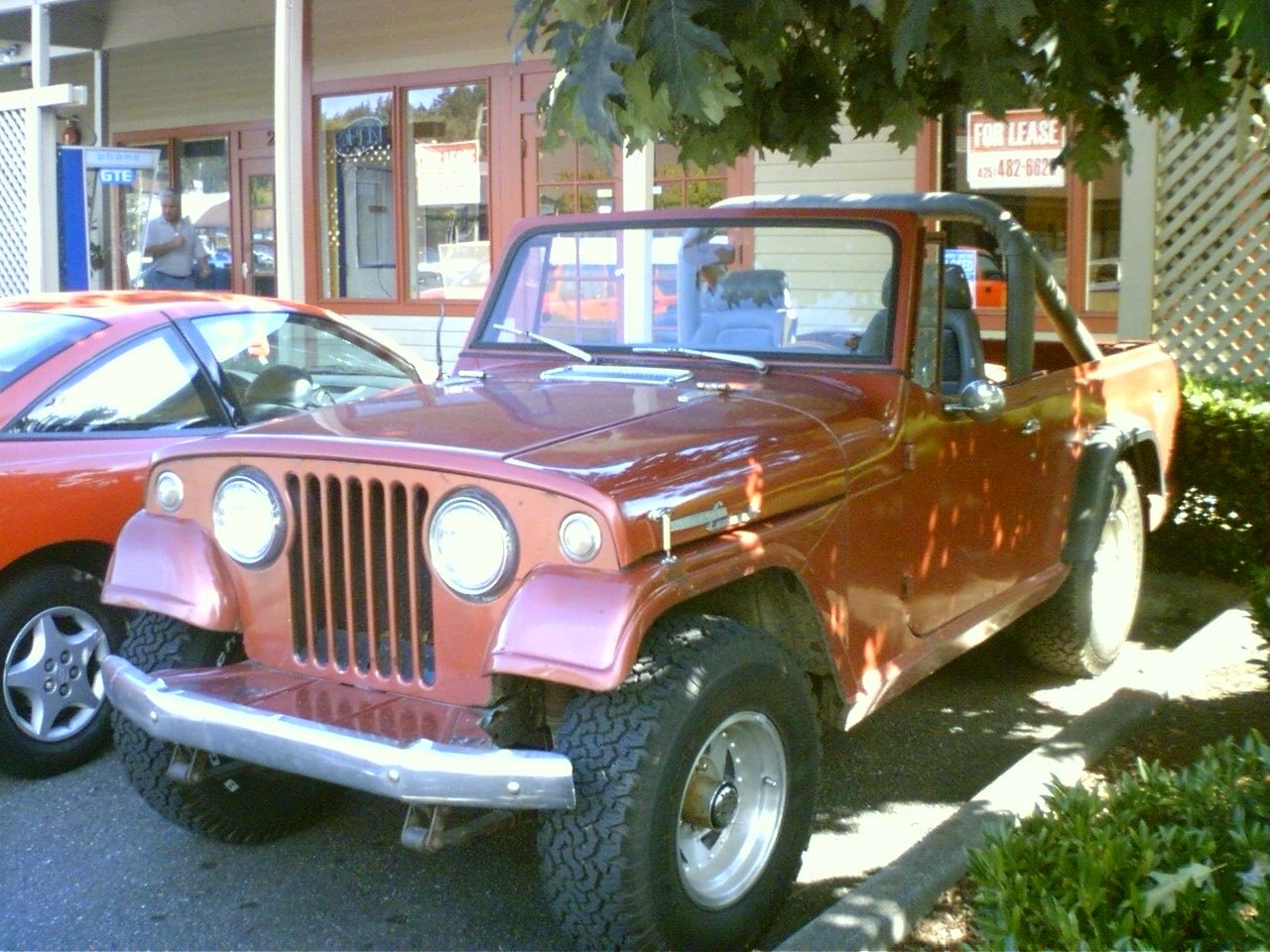
Jeepster 1969 года
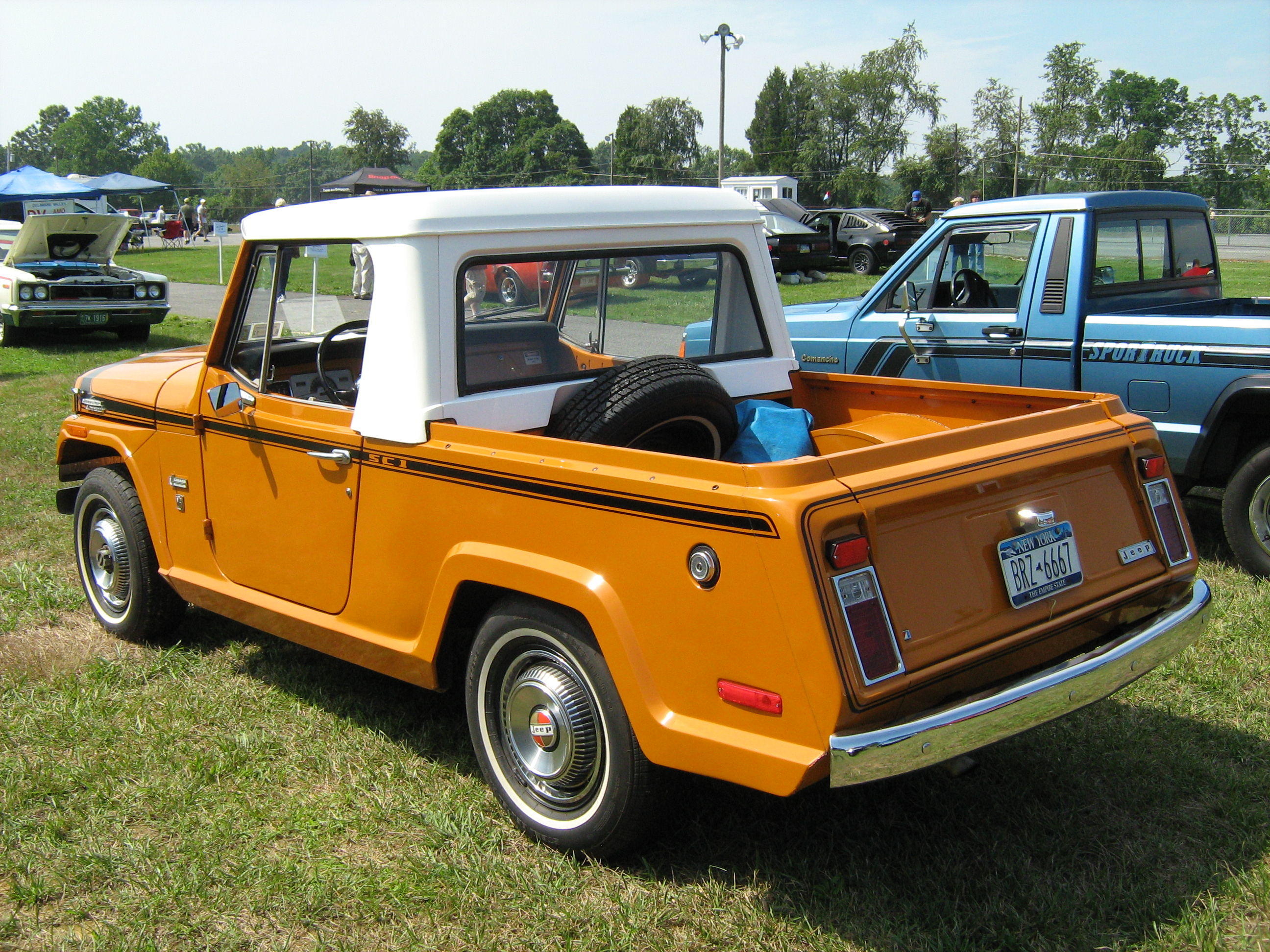
Пикап Jeepster Commando SC-1 1971 года
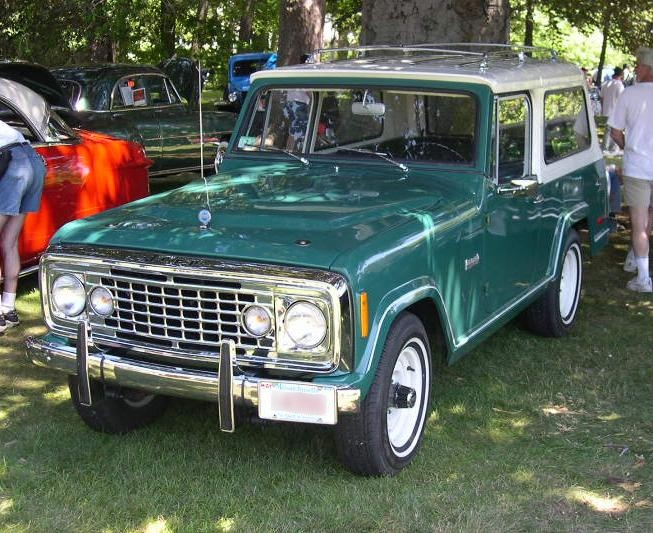
Jeep Commando (C104) 1972 года